# Pere Lluís i Font
Pere Lluís Font (Pujalt, Pallars Sobirá, 1934) es un filósofo y profesor universitario español. 

## Biografía
Se licenció en filosofía en la Universidad de Toulouse y es profesor en la Universidad Autónoma de Barcelona y vicepresidente del Patronato de la Fundación Joan Maragall, donde codirige la colección Textos Filosóficos. Ha sido miembro del Colegio de Filosofía, es miembro de la sección de Filosofía y Ciencias Sociales del Instituto de Estudios Catalanes y preside la Asociación Catalana de Filosofía Moderna, filial de la Sociedad Catalana de Filosofía. Ha traducido al catalán el Discurso del método de René Descartes y se ha encargado de la edición catalana, con introducciones y notas, de obras de Michel de Montaigne, Baruch Spinoza y Immanuel Kant. Ha desarrollado, entre otros, el tema de la inculturació del cristianismo. El 2003 recibió la Creu de Sant Jordi. En 2005 fue nombrado doctor honoris causa por la Universidad de Lérida.

## Obras
- L'estatut de la filosofia de la religió (El estatuto de la filosofía de la religión) (1991)
- Introducció a la lectura de Pascal (Introducción a la lectura de Pascal) (1996)
- Les idees i els dies. Un segle de filosofia i ciències socials als Països Catalans (Las ideas y los días. Un siglo de filosofía y ciencias sociales en los Países Catalanes) (2002)
- Història del pensament cristià. Quaranta figures (Historia del pensamiento cristiano. Cuarenta figuras) (2002)
- Cristianisme i modernitat. Per una inculturació moderna del cristianisme (Cristianismo y modernidad. Por una inculturación moderna del cristianismo) (2016)
- Filosofía de la religión. Seis ensayos y una nota (2020). Fragmenta Editorial, Barcelona. ISBN 978-84-17796-22-8